# Jalua
Der Jalua ist ein 713 m hoher Schichtvulkan in Eritrea. Er liegt nordwestlich der basaltischen Lavafelder des Alid-Grabenbruchs und südlich des Golfs von Zula.